# Оберхаузен (Наэ)
О́берхаузен (нем. Oberhausen an der Nahe) — община в Германии, в земле Рейнланд-Пфальц.
Входит в состав района Бад-Кройцнах. Подчиняется управлению Бад Мюнстер ам Штайн-Эбернбург. Население составляет 392 человека (на 31 декабря 2010 года). Занимает площадь 3,31 км².